# Аршинов, Владимир Иванович
Влади́мир Ива́нович Аршинов (род. 2 сентября 1941, Ярославская область) — советский и российский философ в области философии науки и эпистемологии, один из основоположников российской научной школы философии самоорганизации. Редактор и комментатор работ М. Полани, И. Пригожина, Ф. Варелы, У. Матураны, Г. Хакена. Один из организаторов работы Московского международного синергетического форума.

## Биография
Окончил факультет физической и квантовой электроники МФТИ в 1965 году (первый выпуск). С 1965 по 1970 год работал инженером-физиком в Институте физических проблем АН.
В 1973 году окончил аспирантуру Института философии АН, по 1976 год работал старшим научным редактором в издательстве «Прогресс».
В 1974 году защитил диссертацию на соискание учёной степени кандидата философских наук «Идея уровней в структуре физического знания».
С 1976 года устраивается на работу в Институт философии, где работает последовательно научным, старшим, ведущим, главным научным сотрудником, став руководителем сектора философских проблем междисциплинарных исследований и заведующим отделом философии науки и техники.
В 1999 году защитил докторскую диссертацию на тему: «Синергетика как феномен постнеклассической философии».

## Монографии
- Философия управления: методологические проблемы и проекты / Рос. акад. наук, Ин-т философии; отв. ред.: В. И. Аршинов, В. М. Розин. — М., ИФРАН, 2013. 303 с., 500 экз. — ISBN 978- 5-9540-0240-9.
- Постнеклассические практики: Опыт концептуализации / Под общ. ред. В. И. Аршинова, О. Н. Астафьевой. СПб.: Міръ, 2012. 536 с. (35,5 а.л.)
- Синергетическая парадигма. Синергетика инновационной сложности / Отв. ред.: В. И. Аршинов, Е. Н. Князева. М.: Прогресс-Традиция, 2011. 500 с. (35 а.л.) (работа издана по гранту).
- Философия науки. Вып. 16: Философия науки и техники / Отв. ред.: В. И. Аршинов, В. Г. Горохов. М.: ИФ РАН, 2011. 289 с. (15,01 а.л.).
- Проблема сборки субъектов в постнеклассической науке / Отв. ред.: В. И. Аршинов, В. Е. Лепский. М.: ИФ РАН, 2010. 271 с.
- Аршинов В. И., Лайтман М. С., Свирский Я. И. Сфирот познания. М.: УРСС, 2007. 244 с.
- Проблемы субъектов в постнеклассической науке /Отв. ред. В. И. Аршинов, В. Е. Лепский. М., 2007. 176 с.
- Синергетика времени: Междисциплинарный подход /Отв. ред. В. И. Аршинов. М., 2007. 238 с.
- Аршинов В. И., Буданов В. Г. Синергетика на рубеже ХХ- XXI вв. М.: ИНИОН РАН, 2006.
- Проблема субъектов социального проектирования и управления /Отв. ред. В. И. Аршинов, В. Е. Лепский. М.: Когито-Центр, 2006. 248 с.
- Проблемы субъективного российского развития: Материалы Междунар. форума: «Проекты будущего: междисциплинар. подход» / Отв. ред. В. И. Аршинов, В. Е. Лепский. М.: Когито-Центр, 2006. 232 с.
- Синергетика как феномен постнеклассической науки. М.: 1999 г.